# Бой на реке Орловой
Бой на реке Орловой (битва при Орловой) — сражение, произошедшее 14 (25) марта 1747 года между войсками Российской империи, состоявшими преимущественно из казаков и подвластных России коряков с одной стороны и чукчами — с другой. Завершилось уверенной победой чукчей и гибелью командовавшего русскими силами известного полярного первопроходца майора Д. И. Павлуцкого. Оно также явилось самым тяжёлым поражением, понесённым русскими от чукчей, и имело важные последствия для истории Чукотки.

## Предыстория
Стремление русского правительства привести народы Сибири в своё подданство, с одной стороны, и постоянные набеги воинственных и свободолюбивых чукчей на соседние племена — с другой, на рубеже XVII—XVIII веков привели к русско-чукотскому конфликту. В 1727 году Сенат Российской империи постановил привести чукчей в российское подданство и выслал для этого экспедицию под командованием капитана Дмитрия Павлуцкого. Несмотря на требование сената действовать исключительно ненасильственными методами, Павлуцкий и казачий голова Афанасий Шестаков с самого начала повели военные действия против всех инородцев, ещё не обложенных данью, проявляя при этом особую жестокость. 14 марта 1730 года чукчи разбили отряд Шестакова в битве при Егаче. В 1731 году Павлуцкий возглавил поход против чукчей и нанес им ряд поражений, однако до конца покорить их не смог. До 1747 года между возглавляемыми произведённым в майоры Павлуцким силами русских и чукчами, перешедшими к партизанским действиям, происходили постоянные столкновения, в ходе которых казаки нередко проявляли жестокость и убивали мирное население. Чукчи постоянно совершали набеги на народы, принявшие русское подданство (в первую очередь на коряков).
12 марта 1747 года чукчи совершили очередной набег на коряков и угнали у них и у казаков 7 табунов оленей и увели в плен 8 человек. Коряки пожаловались Павлуцкому, который с сильным военным отрядом находился в Анадырском остроге. Майор был обязан защищать коряков, бывших российскими подданными, и бросился в погоню за чукчами. Русские силы, вышедшие из Анадырской крепости, были разделены на 2 отряда. Впереди шёл отряд из 97 человек под командованием самого Павлуцкого. В этом отряде было четверо казачьих детей, один колымский служилый и двое посадских. Они ехали впереди остальных на собачьих и оленьих упряжках. Также под началом майора было 35 оленных коряков, ехавших на нартах, запряжённых оленями. Казаки были вооружены ружьями и копьями, а многие имели ещё и ножи. Вооружение коряков состояло преимущественно из луков. У отряда также имелась одна пушка. Второй отряд состоял из 202 солдат и казаков под командованием сотника А. Котковского. Они шли на лыжах, неся на себе оружие и везя нарты. Для охраны Анадырска осталось всего 53 человека.
Утром 14 марта недалеко от устья реки Орловая отряд Павлуцкого заметил чукчей. Их было около 500 человек, и они находились на возвышенности, занимая таким образом очень выгодную позицию. Майор собрал военный совет. Один из сотников предложил выстроить укрепление из нарт и, засев в нём, ждать подхода отряда Котковского. Другой сотник — Кривошапкин советовал напасть на чукчей немедленно, не дожидаясь подкрепления. Он объяснял это тем, что сосредоточенные сейчас в одном месте чукчи в случае промедления могут разбежаться и их не удастся уничтожить всех сразу. Павлуцкий согласился со вторым мнением и приказал готовиться к бою. Укрепление из саней всё же было сооружено, однако русские не остались в нём, а отошли от него на большое расстояние (возможно, 7,5 километра) и двинулись прямо навстречу неприятелю.

## Ход битвы
Бой начался с перестрелки. Казаки стали стрелять в чукчей из ружей, а те ответили градом стрел. С обеих сторон было много раненых. Потом чукчи, используя своё численное превосходство и удобную для атаки позицию, стремительно бросились на врага и завязали рукопашную схватку. По свидетельствам участников бой был достаточно долгим и ожесточённым. Основным оружием в нём служило копье. Обе стороны проявляли большую храбрость. Постепенно натиск противника вынудил казаков и коряков начать отступление в сторону оставленного ими укрепления из саней. Чукчи преследовали отступавших. Павлуцкий, по свидетельству очевидцев, держа в правой руке саблю, а в левой ружье, храбро сражался на протяжении всего боя, но также был вынужден отходить с небольшой группой. По-видимому, он оставил поле боя одним из последних и находился в арьергарде отступавших. Чукчи стреляли в него из луков и кололи копьями, но не могли пробить его железного панциря. В конце концов, они заарканили его, повалили на землю и стали душить. Поняв, что гибель неизбежна, Павлуцкий сам расстегнул свой железный нагрудник, и его закололи ударом копья.
Чукчи преследовали бегущих до самого укрепления из саней, продолжая наносить им урон. Когда русские и преследовавшие их чукчи добрались до укрепления, они увидели спешащее на помощь побежденным подкрепление численностью примерно в 50 человек (видимо, из отряда Котковского). Чукчи не стали вступать с ними в бой, прекратили преследование и удалились. Когда бойцы, шедшие на выручку Павлуцкому, встретили бегущих и узнали, что майор уже убит, они также решили не нападать на чукчей. Русские пришли на поле боя только на следующий день. Там они нашли труп Павлуцкого без шлема и панциря, которые были сняты чукчами.
Некоторые источники со ссылкой на чукчей сообщали, что те отрезали майору голову и берегли её как реликвию. Жители Нижнеколымска же верили, что тело Павлуцкого было разрезано на куски, которые были засушены и также хранились чукчами. Однако и эти слухи не отражают реальности: известно, что Павлуцкий был похоронен в Якутске.

## Потери
Русские потеряли 51 человека убитыми. Это были 8 начальных людей (в том числе сам майор Павлуцкий), 32 служилых и 11 коряков. Один служилый по фамилии Кузнецов был захвачен чукчами в плен. О раненых с русской стороны точных сведений нет. Возможно, большая их часть была добита чукчами и засчитана в числе убитых. Однако по некоторым свидетельствам «только во время отступления было ранено 13 служилых и 15 коряков». Поскольку эти раненые посчитаны отдельно, логично предположить, что они выжили. В этом случае русские помимо 51 убитого и 1 пленного потеряли ещё не менее 28 человек ранеными и их общие потери составили не менее 80 человек, а значит, из всего отряда целыми остались только 17 бойцов. Чукчи захватили знамя, пушку, барабан, 40 ружей, 51 копьё и множество оленей. Кольчуга Павлуцкого, захваченная чукчами, долгое время хранилась ими как реликвия. В 1870 году чукотский старшина, которому она досталась от деда, подарил её колымскому исправнику барону Г. Майделю.
О потерях самих чукчей неизвестно решительно ничего. Нельзя даже предполагать, потеряли ли они больше или меньше русских, а, следовательно, невозможно сделать вывод о том, насколько тяжело или легко далась им эта победа. Тем не менее, следует учесть тот факт, что понеся при первом нападении на врага большие потери, чукчи обычно не продолжали бой, а поспешно отступали, чего в битве при Орловой не произошло. Также логично предполагать, что, если бы потери чукчей были бы чрезмерно высоки, русские источники это бы отметили. Однако никаких свидетельств на этот счёт также не имеется. Всё это даёт основания полагать, что потери чукчей были невелики, меньше, чем у русских, и их победа не была «пирровой».

## Причины поражения русских
Причиной поражения русских стали явные ошибки Павлуцкого, который недооценил силы противника, а свои силы, наоборот, переоценил. Он не учёл пятикратное превосходство чукчей и большие преимущества их позиции на возвышенности. Ещё одной роковой ошибкой майора стало то, что вагенбург из саней располагался слишком далеко от места сражения. Если бы он находился рядом, русские после неудачного начала могли бы укрыться в укреплении и, держа оборону, дождаться подхода отряда Котковского. Чукчи, с большой вероятностью, взять вагенбург штурмом не смогли бы. Однако из-за просчёта командира русским пришлось спасаться бегством на большом расстоянии. По-видимому, именно во время отступления они и понесли наибольшие потери.
Чукчи же со своей стороны имели прекрасную возможность действовать прямо в соответствии со своей излюбленной тактикой: короткая перестрелка, потом стремительная атака и рукопашная схватка, в которой они воспользовались своим пятикратным численным превосходством, преследование разбитого врага с нанесением ему большого урона и, наконец, поспешное отступление при виде новых вражеских сил во избежание лишних потерь.

## Последствия
Битва при Орловой стала самым тяжёлым поражением, понесённым русскими от чукчей. В результате в Анадырск были переброшены дополнительные войска.

## В чукотском фольклоре
Личность Д. И. Павлуцкого и его гибель получили широкое отражение в чукотском фольклоре. Майор явился одним из главных прототипов Якунина — собирательного образа русских в чукотских сказаниях, представляющим собой нечто вроде «идеального зла». Существует множество сказок и легенд о борьбе чукчей с Якунином и о его гибели. В одной сказке его ранили стрелой в глаз, а потом добили, в другой он погибает в поединке с чукотским богатырем Нанкачгатом. Многие легенды рассказывают, что Якунин был взят чукчами в плен и зверски замучен. Однако нужно понимать, что все это является исключительно художественным вымыслом и не имеет никакого отношения к исторической реальности. Поэтому чукотские сказания о смерти Якунина не следует рассматривать как альтернативные версии описания битвы при Орловой и биографии Павлуцкого.

## Интересные факты
Битва при Орловой произошла ровно 17 лет спустя после битвы при Егаче, в которой чукчи одержали свою первую крупную победу над русскими и убили казачьего голову Афанасия Шестакова. Оба знаменательных для истории Чукотки сражения произошли 14 марта по старому стилю.